# Голицын, Иван Андреевич (младший)
Иван Андреевич Голицын Молодой, князь (не ранее 1624/25, Москва — 1680, Троице-Сергиев м-рь) — русский государственный деятель, стольник и спальник, дворянин московский, голова и воевода, затем боярин во времена правления Алексея Михайловича, Фёдора Алексеевича.
Из княжеского рода Голицыны. Второй из четырёх сыновей боярина князя Андрея Андреевича Голицына († 1638) от брака (1.03.1623/24) с Евфимией Юрьевной Пильемовой († 1641), дочерью московского дворянина Юрия Григорьевича Пильемова (? — 27.03.1611) и девицы Анастасии Алексеевны Писемской (? — не ранее 1636), дочери Алексея Андреевича Писемского. Родоначальник ветви «Ивановичей» князей Голицыных. Имел братьев: старшего — Василия († 21.01.1652), стольника (с 2.06.1639); младшие братья — Алексей и Михаил, служили в боярах.

## Биография
В чине комнатного стольника царя Алексея Михайловича служит с 1646 года. В январе 1648 года, во время церемонии бракосочетания (16 — 19 января) царя Алексея Михайловича с Марией Ильиничной Милославской, стольник и спальник: в первый день был третьим в свадебном поезде, на второй день второй мовник в Государём в мыльне (бане), далее удостоился чести стоять на запятках кареты в брачном поезде Алексея Михайловича. В том же — 1648 году, «наряжал вина» при государевом столе в Грановитой палате. В 1649/50 году послан с дворянами в Оскол (?). С 17 июля 1652 из стольников пожалован в чин дворянина московского. В мае 1654 года показан головою четвёртой сотни стольников и четвёртым есаулом в Государевом полку в походе против польского короля под Смоленск.
В марте 1655 года отправлен на воеводство в Великий Новгород, новгородский воевода с 11.03.1655 по 3.02.1657 года. По Боярскому списку 1667/68 года «у смотру за болезнью не был, а будет с ним на государеве службе 4 лошади, людей з боем 15 ч., с него ж взято даточных конных 38 ч., а в помесьях и в вотчинах крестьянских и бобыльских 507 дворов, у него ж на Великого Государя отписано вотчина половина села Паяного, а сколка дворов, того в скаске не написано». Принимает участие в дворцовых церемониях: в палатах царя Алексея Михайловича на Пасху (19.04.1674); с Двором на царском смотре и при отпуске кизылбашского посольства (29.01.1675).
При Фёдоре Алексеевиче, из дворян московских с 15 (25) августа 1676 года пожалован в чин боярина. Фактически находился не у дел и занимался устройством своих вотчин, в числе которых были Дубровицы. Последнее упоминание в Боярских списках — 1679/80 год.
Был крупным помещиком. В 1676 году за ним поместья и вотчины в Дедиловском, Московском, Рязанском, Суздальском, Пошехонском и Ярославском уездах, всего 1647 крестьянских дворов и свыше 6 тыс. крепостных душ муж. пола. Московский домовладелец. По завещанию своего тестя — боярина И. В. Морозова (инока Иоакима), получил по наследству вместе с детьми вотчину тестя и жены — знаменитое подмосковное село Дубровицы. После смерти князя и его жены, по полюбовному разделу, в 1683 году село отошло к его сыну — князю Голицыну Ивану Большому Ивановичу, затем перешло в род князей Долгоруковых, у которых в 1687 году было выкуплено обратно княгиней Голицыной Марфой Фёдоровной (вдовой кн. И. И. Голицына Большого) и продано ею в 1688 году своему свояку — князю Б. А. Голицыну, тестю князя Александра Бековича-Черкасского.
Согласно документам «боярина кн. Ивана Андреевича Голицына не стало, а после его остались дети бояре кн. Андрей и Иван большой и стольник Иван меньшой», которые полюбовно разделили вотчины своего отца (1685).

## Семья
Женат с 1647 года на Ксении Ивановне Морозовой, в монашестве Евфимии († 15.06.1683, погребена 18.06.1683 в Московском Георгиевском м-ре), сестре боярина Бориса Ивановича Морозова, женатого на Анне Ильиничне Милославской, сестре царицы Марии Ильиничны, жены царя Алексея Михайловича. Это родство пагубно отразилось на судьбе их сына князя Андрея Ивановича — Пётр I не любил Милославских.
В браке имел трёх сыновей и трёх дочерей:
- Андрей († 1703) — ближний боярин.
- Иван Большой Лоб († 1686) — боярин, воевода в Казани.
- Иван Меньшой († 1688) — стольник.
- Евдокия — в замужестве княгиня Черкасская.
- Мария — жена князя Григория Фёдоровича Долгорукова (1656—1723).